# Petrovce nad Laborcom
Petrovce nad Laborcom – wieś (obec) na Słowacji położona w kraju koszyckim, w powiecie Michalovce. Pierwsze wzmianki o miejscowości pochodzą z roku 1254. 
Według danych z dnia 31 grudnia 2012, wieś zamieszkiwało 1010 osób, w tym 502 kobiety i 508 mężczyzn.
W 2001 roku rozkład populacji względem narodowości i przynależności etnicznej wyglądał następująco:
- Słowacy – 81,24%
- Czesi – 0,11%
- Romowie – 17,68%
- Rusini – 0,54%
- Ukraińcy – 0,11%
- Węgrzy – 0,11%

Ze względu na wyznawaną religię struktura mieszkańców kształtowała się w 2001 roku następująco:
- Katolicy rzymscy – 56,27%
- Grekokatolicy – 41,59%
- Ewangelicy – 0,32%
- Prawosławni – 0,54%
- Ateiści – 0,21%
- Nie podano – 0,32%